# Moniecka Spółdzielnia Mleczarska w Mońkach
Moniecka Spółdzielnia Mleczarska w Mońkach – przedsiębiorstwo z branży mleczarskiej z siedzibą w Mońkach, producent m.in. serów dojrzewających typu holenderskiego i szwajcarskiego oraz serów topionych. W ofercie MSM Mońki znajdują się również masło extra, sery konfekcjonowane oraz wyroby proszkowane – serwatki w proszku i okresowo odtłuszczone mleko w proszku.
Przedsiębiorstwo wdrożyło system HACCP, a także Zakładowy Kodeks Dobrej Praktyki Produkcyjnej (GMP)/Dobrej Praktyki Higienicznej (GHP).
W 2012 Spółdzielnia została sklasyfikowana na 139 miejscu w rankingu 500 największych firm spożywczych w Polsce.

## Nagrody i wyróżnienia
Moniecka Spółdzielnia Mleczarska w Mońkach jest laureatem m.in.:
- rankingu Największych Spółdzielczych Eksporterów Przemysłu Mleczarskiego w 2011 (Puchar Prezesa ARR)[4],
- nagrody za czwarte miejsce w zestawieniu największych i najlepszych Spółdzielni Mleczarskich 2011 (ARiMR)[5],
- Złotej Odznaki Polskiej Federacji Hodowców Bydła i Producentów Mleka 2011,
- statuetki Złoty Kłos 2009[6] za osiągnięcie wysokiej jakości wytwarzanych produktów, przyznanej przez Stowarzyszenie Naukowo-Techniczne Inżynierów i Techników Rolnictwa,
- medalu „Spółdzielnia Swoich Członków” nadanym przez Polską Izbę Rolniczą za wzorową współpracę z rolnikami (2006)
- narody konsumentów – godło e-jakość 2017 Laur Internetu (2017) – wyróżnienie dla serów plastrowanych[7],
- certyfikatu jakości oraz znaku promocyjny „TOP PRODUKT”, przyznanych w ramach XXIV atestacji żywności w Programie „Doceń polskie” (2017)[8] także wielu nagród i wyróżnień przyznawanych podczas targów branżowych.

MSM Mońki zdobyła również tytuł „Filar Polskiej Gospodarki” przyznawany przez Puls Biznesu.

## Galeria

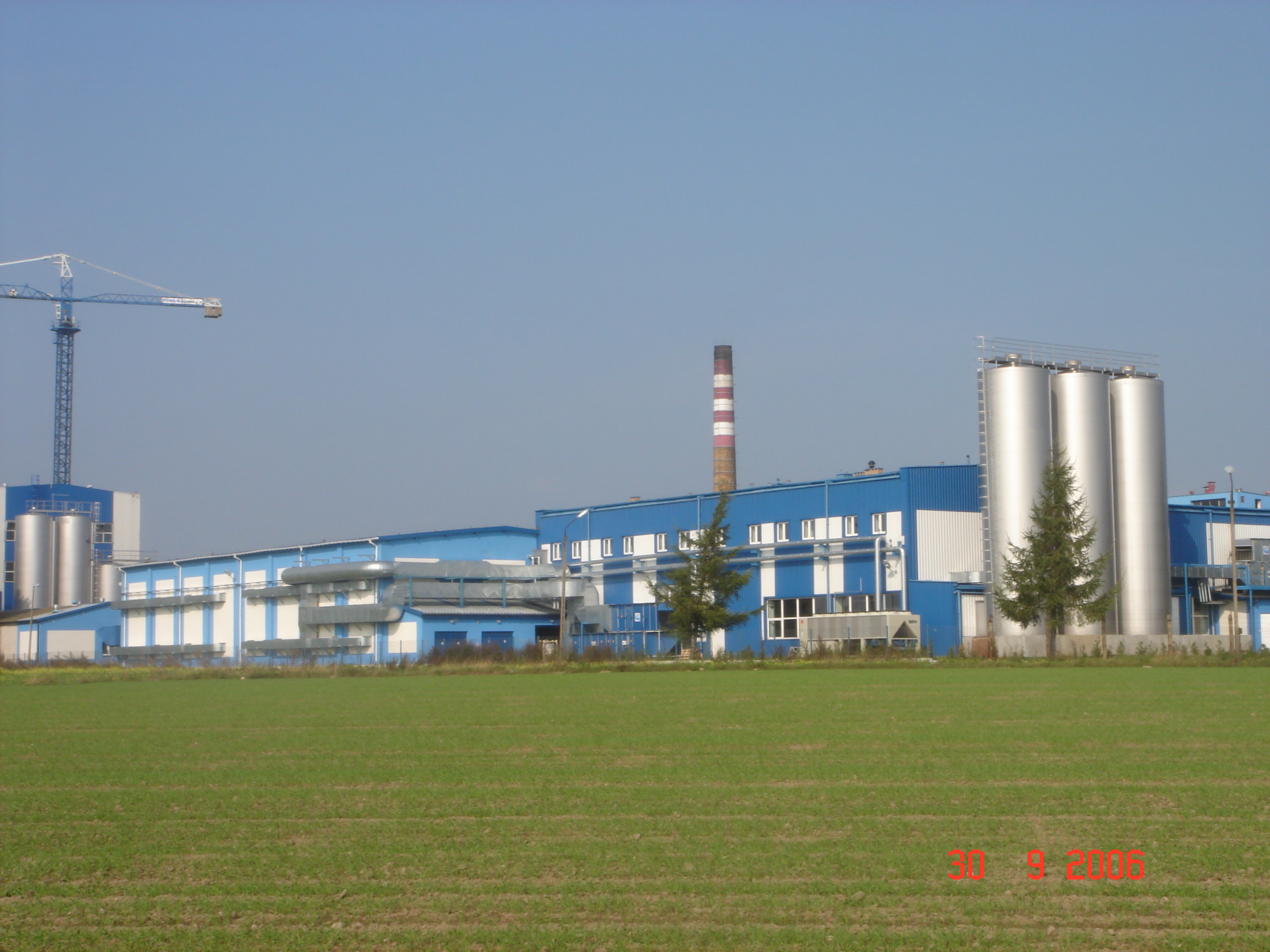
Widok MSM Mońki
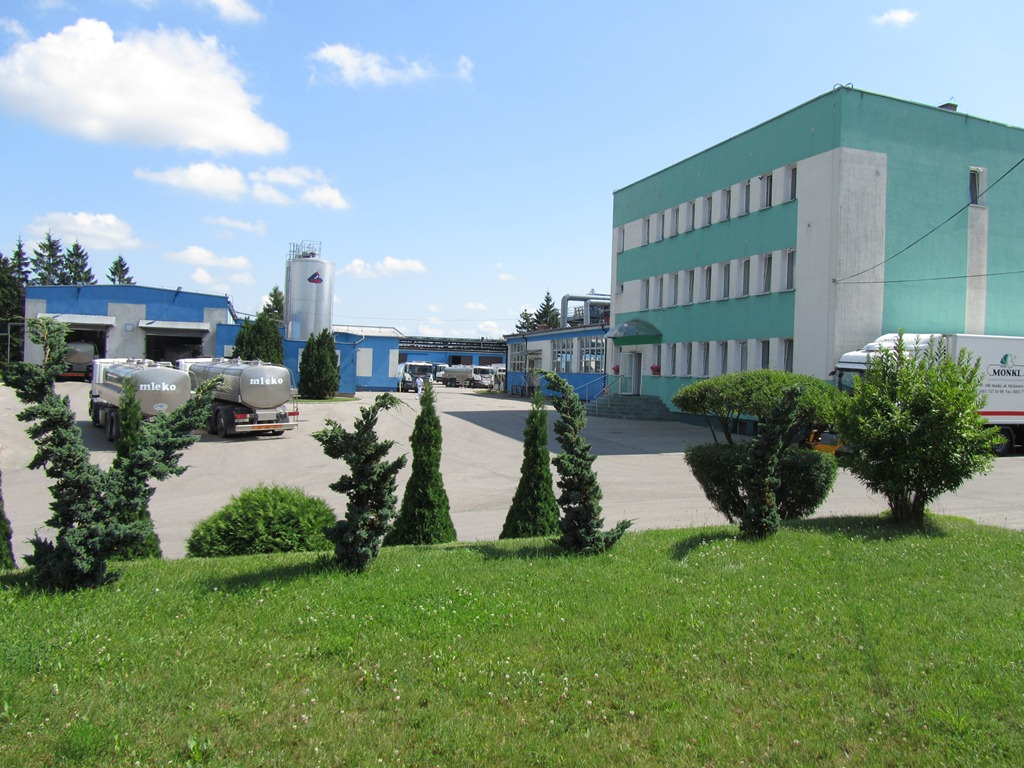
Budynek zakładu MSM w Mońkach
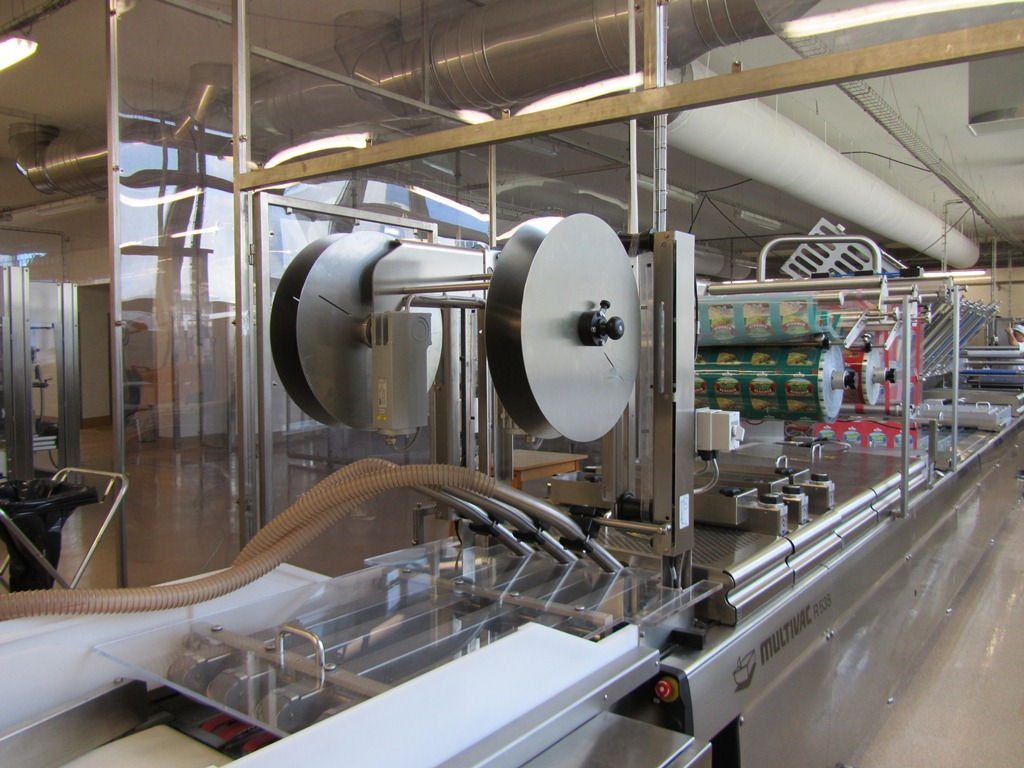
Jedna z linii produkcyjnych
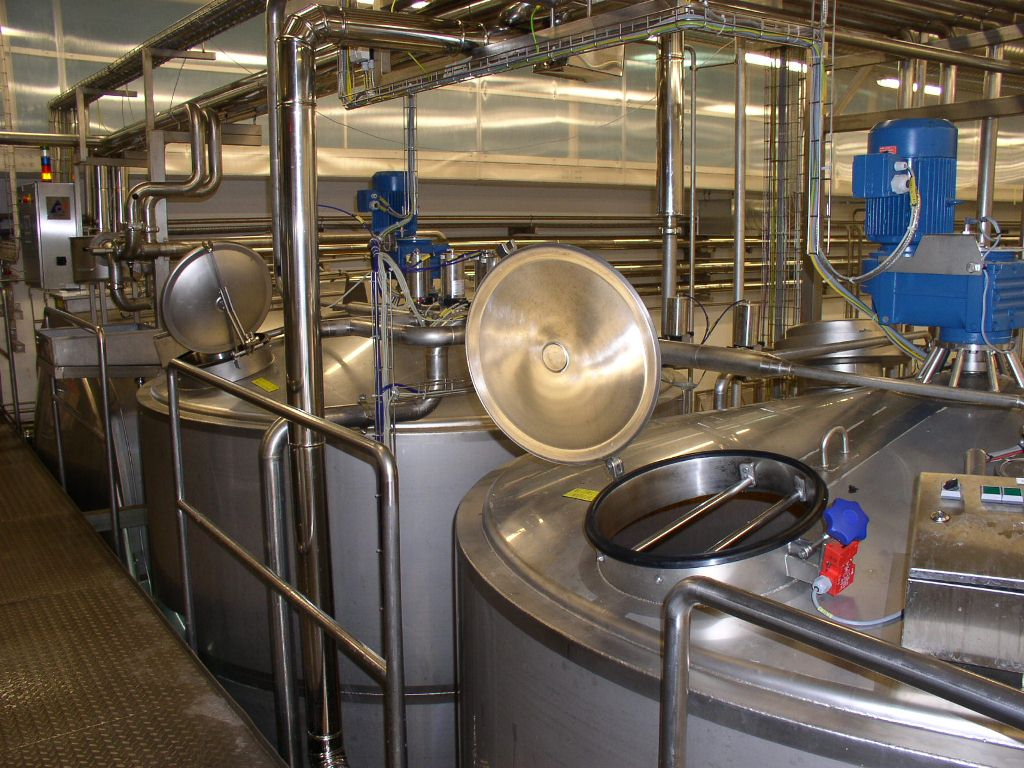
Jedna z linii produkcyjnych